# Гусиное (Катайский район)
Гусиное — деревня в Катайском районе Курганской области. Входит в состав Боровского сельсовета. Расположена на левом берегу реки Исети.

## История
Деревня возникла как населённый пункт одной из ферм Катайского птицесовхоза. Решением Курганского облисполкома № 434 от 09.12.1963 г. населённый пункт гусефермы Катайского госплемптицезавода переименован в деревню Гусиное.

## Население
| 1989 | 2002 | 2010 |
| ---- | ---- | ---- |
| 236  | ↘214 | ↗230 |